# Plautius Andronescu

Plautius Andronescu

Plautius Andronescu (n. 10 decembrie 1893, Zürich – d. 4 noiembrie 1975, Timișoara) a fost un inginer electrotehnician român, creatorul școlii românești de electrotehnică teoretică, membru titular al Academiei de Științe Tehnice din România și membru corespondent al Federației Internaționale a inginerilor.
A absolvit Școala Politehnică Federală din Zürich în 1918, iar între 1919 - 1923 a lucrat ca asistent în aceași instituție. În 1923 primește titlul de doctor docent, în 1922 pe cel de doctor în științe tehnice. Întors în țară primește un post de profesor la Școala Politehnică din Timișoara în 1925. Aici înființează primul laborator de tehnică a tensiunilor înalte din țară (1927). În 1929, Andronescu a fost director al Poștei Telegraf din București.

## Biografie
Plautius Andronescu s-a născut la Zürich în familia lui Nicolae și a Mariei Andronescu. Părinții erau originari din Bârlad, iar tatăl său se afla la studii în Elveția la Politehnica Federală atunci când Plautius Andronescu a văzut lumina zilei. La scurt timp după ce s-a născut, familia lui s-a întors la Bârlad, astfel că și-a petrecut copilăria și a făcut școala primară în țară. A urmat liceul la București la „Matei Basarab”. Tatăl său a murit pe când el era în anul III de liceu, așa că a fost nevoit de tânăr să-și câștige singur existența, dând meditații de matematică sau lucrând ca supraveghetor la internat.
În anul 1914 a obținut o bursă de studii pentru Elveția și s-a înscris la Școala Politehnică Federală din Zürich, aceeași pe care o urma tatăl său atunci când s-a născut. Aici a avut parte de o pregătire de cea mai bună calitate, a avut profesori de marcă și s-a format ca om de știință. A absolvit studiile Politehnicul în 1918 iar între 1919 - 1923 a lucrat ca asistent în aceeași instituție. În 1923 primește titlul de doctor docent, în 1922 pe cel de doctor în științe tehnice. S-a remarcat în comunitatea științifică prin studii publicate în reviste de specialitate, cum a fost cel legat de rezolvarea problemelor la joncțiunile de cale ferată. Se specializează în electromagnetică și electrotehnică.
În anul 1925, pe când efectua o vizită în țară, a fost abordat de profesorul Dimitrie Leonida, care îi cunoștea și aprecia munca și care tocmai punea pe picioare studiile tehnice la nou-înființata Școală Politehnică din Timișoara. La invitația doctorului Leonida, acceptă să primească șefia catedrei de electrotehnică și electricitate, pe care o va conduce timp de 40 de ani. Aici înființează și primul laborator de tehnică a tensiunilor înalte din țară (1927). A făcut parte din primul birou de conducere a Comitetului Electrotehnic Român. A fost și rectorul Politehnicii în perioada războiului (1941-1944).
Pe lângă activitatea didactică desfășoară o bogată activitate și pe plan practic. Între 1925-1929 a fost director tehnic la fabrica "Energia", prima fabrică de mașini electrice din România. Între 1929-1931 a fost director al Poștei Telegraf din București. A fost membru în comisia de electrificare a Căilor Ferate Române și a deținut diferite posturi în societăți cu profil tehnic.
Pe plan științific a fost nelipsit la congresele de specialitate din țară. A publicat zeci de lucrări de specialitate, atât în țară cât și în străinătate. A studiat noile materiale electrotehnice și semiconductoare. A decedat la 4 noiembrie 1975, la Timișoara.

## Lucrări
- Cupluri parazite din mașinile asincrone cu rotorul în colivie de veveriță (Teza de doctorat, 1923)
- Aplicarea calculului operațional în studiul circuitelor electrice (1957)
- Bazele electrotehnicii (2 volume, 1972)
- Încadrarea matematică a fenemonelor electromagnetice (1934)

## Distincții
- Ordinul Meritul Cultural în gradul de Cavaler cl. I, pentru știință (23 septembrie 1942)[1]